# Proms

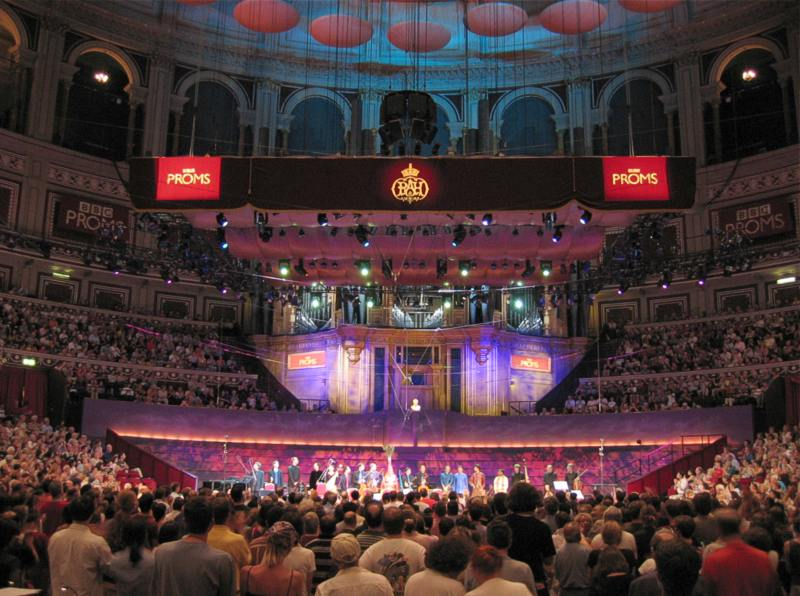
Concert in de Royal Albert Hall in 2004

De Proms of Promenadeconcerten zijn een jaarlijkse reeks klassieke concerten voor groot publiek. De originele Proms zijn in Londen, maar nu worden ook in andere landen promenadeconcerten georganiseerd.
De naam is afgeleid van de openluchtconcerten die werden gegeven in Londense Parken, waarbij de mensen gewoon rondwandelden (promenade) tijdens het concert. Toen de concerten later binnen werden uitgevoerd sloeg de naam "proms" op de staanplaatsen in de muziekhal.
De proms waren een geesteskind van Robert Newman, die al klassieke symfonische concerten organiseerde in de voormalige Queen's Hall in Londen. Hij wilde echter een groter publiek bereiken. In 1895 bood hij Henry Wood de leiding aan van een permanent symfonisch orkest en de eerste Proms. In 1915 raakte Newman echter in financiële problemen en de uitgevers Chappell & Co namen Queen's Hall en het orkest over. Het bleef echter verliesgevend en Chappell & Co trokken zich in 1927 terug, waarna de BBC als sponsor optrad. In 1930 vormde zij een eigen symfonieorkest, het BBC Symphony Orchestra. Kort na het uitbreken van de Tweede Wereldoorlog kondigde de BBC aan dat ze de Proms niet langer kon sponsoren. Henry Wood zocht en vond nieuwe sponsors voor de seizoenen 1940 en 1941. Op 10 mei 1941 werd Queen's Hall echter door de Luftwaffe vernield. Vanaf 1942 was de enige andere mogelijke locatie in Londen, de Royal Albert Hall, de vaste stek voor de Proms. Volgens de traditie eindigt het "Proms' Season" met een zogenaamde Last Night of the Proms, waarbij het publiek zich bijzonder feestelijk aankleedt en met vlaggen en toeters, in de Royal Albert Hall met het orkest meezingt, klapt en juicht. Sinds vele jaren is de BBC weer de hoofdsponsor van de Proms. 
In 2020 waren er alleen Proms in september vanwege de coronapandemie die dat jaar uitbrak. Hierdoor was het dat jaar niet mogelijk om een volledig seizoen te organiseren.
Naar analogie met dit gebeuren werd in België op 19 oktober 1985 een Night of the Proms georganiseerd in het Antwerpse sportpaleis. Dit werd een succes met niet minder dan 13.000 bezoekers die kwamen meezingen in een gevarieerd programma van klassiek en pop. De volgende jaren werden er meer avonden ingelast en trokken ze de grens over, Nederland (vanaf 1990), Duitsland (1994), Oostenrijk, Frankrijk, Zwitserland, Spanje, Denemarken (1999). In 2002 kwamen meer dan 600.000 mensen naar de 52 concerten.